# Kaapverdië op de Olympische Zomerspelen 2024
Kaapverdië nam deel aan de Olympische Zomerspelen 2024 in Parijs, Frankrijk.

## Medailleoverzicht
| Medaille | Naam                  | Sport  | Onderdeel               | Datum           |
| -------- | --------------------- | ------ | ----------------------- | --------------- |
| Brons    | Daniel Varela de Pina | Boksen | Vlieggewicht -51 kg (m) | 4 augustus 2024 |

## Aantal deelnemers
Hieronder volgt een overzicht van de atleten die zich kwalificeerden voor de Olympische Zomerspelen van 2024.
| Sport    | Mannen | Vrouwen | Totaal |
| -------- | ------ | ------- | ------ |
| Atletiek | 1      | 0       | 1      |
| Boksen   | 1      | 1       | 2      |
| Judo     | 0      | 1       | 1      |
| Schermen | 1      | 0       | 1      |
| Zwemmen  | 1      | 1       | 2      |
| Totaal   | 4      | 3       | 7      |

## Deelnemers en resultaten

### Atletiek

#### Loopnummers
Mannen
| atleet        | onderdeel | series | series | kwartfinale | kwartfinale | halve finale | halve finale | finale  | finale |
| atleet        | onderdeel | tijd   | rang   | tijd        | rang        | tijd         | rang         | tijd    | rang   |
| ------------- | --------- | ------ | ------ | ----------- | ----------- | ------------ | ------------ | ------- | ------ |
| Samuel Freire | marathon  | n.v.t. | n.v.t. | n.v.t.      | n.v.t.      | n.v.t.       | n.v.t.       | 2.15.05 | 56     |

### Boksen
Mannen
| atleet                | onderdeel    | eerste ronde         | tweede ronde         | kwartfinale          | halve finale         | finale               | rang  |
| atleet                | onderdeel    | tegenstander uitslag | tegenstander uitslag | tegenstander uitslag | tegenstander uitslag | tegenstander uitslag | rang  |
| --------------------- | ------------ | -------------------- | -------------------- | -------------------- | -------------------- | -------------------- | ----- |
| Daniel Varela de Pina | vlieggewicht | bye                  | Panmod W 4 - 1       | Chinyemba W 5 - 0    | Dusmatov V 0 - 5     | niet geplaatst       | Brons |

Vrouwen
| atlete          | onderdeel     | eerste ronde         | tweede ronde         | kwartfinale          | halve finale         | finale               | rang           |
| atlete          | onderdeel     | tegenstander uitslag | tegenstander uitslag | tegenstander uitslag | tegenstander uitslag | tegenstander uitslag | rang           |
| --------------- | ------------- | -------------------- | -------------------- | -------------------- | -------------------- | -------------------- | -------------- |
| Ivanusa Moreira | weltergewicht | bye                  | Derieuw V 2 - 3      | niet geplaatst       | niet geplaatst       | niet geplaatst       | niet geplaatst |

### Judo
Vrouwen
| atleet        | onderdeel | eerste ronde         | tweede ronde         | kwartfinale          | halve finale         | herkansing           | finale / BM          | finale / BM    |
| atleet        | onderdeel | tegenstander uitslag | tegenstander uitslag | tegenstander uitslag | tegenstander uitslag | tegenstander uitslag | tegenstander uitslag | rang           |
| ------------- | --------- | -------------------- | -------------------- | -------------------- | -------------------- | -------------------- | -------------------- | -------------- |
| Djamila Silva | −52 kg    | Pimenta V 00 - 10    | niet geplaatst       | niet geplaatst       | niet geplaatst       | niet geplaatst       | niet geplaatst       | niet geplaatst |

### Schermen
Mannen
| atleet         | onderdeel | eerste ronde         | tweede ronde         | derde ronde          | kwartfinale          | halve finale         | finale / BM          | finale / BM    |
| atleet         | onderdeel | tegenstander uitslag | tegenstander uitslag | tegenstander uitslag | tegenstander uitslag | tegenstander uitslag | tegenstander uitslag | rang           |
| -------------- | --------- | -------------------- | -------------------- | -------------------- | -------------------- | -------------------- | -------------------- | -------------- |
| Victor Alvares | floret    | Gu V 9 - 15          | niet geplaatst       | niet geplaatst       | niet geplaatst       | niet geplaatst       | niet geplaatst       | niet geplaatst |

### Zwemmen
Mannen
| atleet    | onderdeel       | series | series | halve finale   | halve finale   | finale         | finale         |
| atleet    | onderdeel       | tijd   | rang   | tijd           | rang           | tijd           | rang           |
| --------- | --------------- | ------ | ------ | -------------- | -------------- | -------------- | -------------- |
| José Tati | 50 m vrije slag | 26,66  | 59     | niet geplaatst | niet geplaatst | niet geplaatst | niet geplaatst |

Vrouwen
| atlete     | onderdeel        | series     | series | halve finale   | halve finale   | finale         | finale         |
| atlete     | onderdeel        | tijd       | rang   | tijd           | rang           | tijd           | rang           |
| ---------- | ---------------- | ---------- | ------ | -------------- | -------------- | -------------- | -------------- |
| Jayla Pina | 200 m wisselslag | 2.24,51 NR | 33     | niet geplaatst | niet geplaatst | niet geplaatst | niet geplaatst |